# Евдокимов, Борис Владимирович
Борис Владимирович Евдокимов (9 августа 1951) — советский и казахстанский футболист, нападающий, полузащитник. Тренер.
Выступал за команды Казахстана «Цементник»/«Спартак» Семипалатинск (1969—1973), «Кайрат» Алма-Ата (1974—1979, 1982—1984, 1993), «Трактор» Павлодар (1979—1981), «Жетысу» Талды-Курган (1982), «Мелиоратор» Чимкент (1985—1986), РШВСМ Алма-Ата (1989).
В высшей лиге СССР (1974, 1977—1979, 1982, 1984) сыграл 121 матч, забил 9 мячей.
В октябре 2003 — мае 2004 — главный тренер «Семея».